# ルイス・レイモンド
ルイス・レイモンド（Louis Raymond, 1895年6月28日 - 1962年1月30日）は、南アフリカ出身の男子テニス選手。フルネームは Louis Bosman Raymond （ルイス・ボスマン・レイモンド）という。1920年のアントワープ五輪で男子シングルスの金メダルを獲得した選手である。左利きの選手。

## 来歴
レイモンドは1912年ストックホルム五輪で男子シングルス・男子ダブルスの金メダルを獲得したチャールズ・ウィンスロー（1888年 - 1963年）、同大会の男子ダブルス優勝パートナーであったハロルド・キトソン（1874年 - 1951年）、1921年ウィンブルドン選手権で男子シングルス準優勝者になったブライアン・ノートン（1899年 - 1956年）とともに、南アフリカにおけるテニスの歴史の黎明期を築いた選手の1人である。彼に関する数少ない文献資料の中には、ビル・チルデンの著書『ローンテニスの芸術』（The Art of Lawn Tennis）の第16章“The Colonies”の終わり近くに書かれた簡潔な紹介文がある。チルデンによれば、レイモンドのテニスはグラウンド・ストロークに優れていたが、天性の才能の持ち主というよりも、勤勉な努力家だったという。
レイモンドは1919年、第1次世界大戦の終戦直後からデビスカップの南アフリカ代表選手になった。翌1920年、レイモンドはアントワープ五輪の南アフリカ代表選手として出場し、男子シングルス決勝で日本の熊谷一弥を 5-7, 6-4, 7-5, 6-4 で破って金メダルを獲得した。レイモンドは男子ダブルスにも出場し、ブライアン・ノートンとペアを組んだが、準々決勝で熊谷と柏尾誠一郎の組に 3-6, 2-6, 6-4, 3-6 で敗れた。当時の熊谷は「全米テニスランキング3位」につけており、ダブルス準々決勝でレイモンド＆ノートン組に勝っていたことから、シングルス決勝でそのレイモンドに敗れたことは、本人にとっては不本意な敗戦だった。レイモンドは4年後の1924年パリ五輪にも参加したが、ここではシングルス1回戦敗退に終わっている。
4大大会でのレイモンドは、1924年のウィンブルドン選手権でベスト4進出があった。レイモンドは準々決勝でダブルスの達人ワトソン・ウォッシュバーン（アメリカ）を破ったが、続く準決勝でジャン・ボロトラ（フランス）に 2-6, 4-6, 5-7 のストレートで敗れた。ウィンブルドン選手権では、1927年から「メリット・シーディング」（出場選手の実力・実績にしたがってシード順位を決定する方法）が正式に導入され、レイモンドは最初の「第6シード」に推薦された。全仏選手権では1927年のベスト8が自己最高成績で、ビル・チルデンに敗れている。国際テニス連盟のプロフィールによれば、レイモンドの競技経歴は1939年ウィンブルドン選手権の3回戦進出まで記録が残っている。
ルイス・レイモンドは1962年1月30日に南アフリカ・ヨハネスブルグにて66歳で亡くなった。